# Killy (rappeur)
Pour les articles homonymes, voir Killy (homonymie).
Killy, de son vrai nom Khalil Tatem, né le 19 août 1997 à Toronto (Ontario), est un rappeur et chanteur canadien.

## Biographie

### Jeunesse
Killy naît le 19 août 1997 à Toronto dans une famille d'ascendance philippino-barbadienne. Après avoir fréquenté une école francophone malgré le fait qu'il ne parle que l'anglais, Killy et sa famille emménagent à Victoria, en Colombie-Britannique, quelques années avant de définitivement s'installer à Scarborough. Étudiant au lycée d'Agincourt (en), Killy délaisse peu à peu ses études pour jouer au football et faire de la musique.

### Carrière
Killy commence sa carrière comme rappeur strictement underground en 2015, se faisant un nom dans la vie nocturne de Toronto. En 2016, il publie son premier titre Big Bux sur la plateforme SoundCloud ; lequel est suivi par les titres Economics, Señorita, Kennedy Rd. et Stolen Identity. En février 2017, Killy sort le titre Killamonjaro qui devient un hit viral dans les mois suivants,, et est certifié single de platine au Canada. Killy publie ensuite le titre Forecast en novembre 2017. Le 5 mars 2018, Killy sort son premier album studio intitulé Surrender Your Soul, ; et publie le clip vidéo du single No Sad No Bad pour le promouvoir,. En janvier 2019, No Sad no Bad est certifié single de platine. Le 14 septembre 2018, le Canadien sort l'EP Killstreak ; et le mois suivant publie le clip vidéo du single Anti Everybody. En mars 2019, Killy est nommé dans la catégorie « Révélation de l'année » lors de l'édition 2019 (en) des Prix Juno,, mais c'est finalement le chanteur Bülow (en) qui se voit attribuer le prix. Le 14 juin 2019, Killy sort son second album studio intitulé Light Path 8. En août 2019, Killy signe un contrat chez Epic Records.

## Discographie

### Albums studio
- 2018 : Surrender Your Soul
- 2019 : Light Path 8
- 2024: Life I chose

### Mixtape
- 2021 ; Killstreak 2

### EP
- 2018 : Killstreak

### Singles
- 2017 : Killamonjaro
- 2017 : Distance
- 2017 : Forecast
- 2017 : No Romance
- 2018 : Very Scary
- 2018 : No Sad No Bad
- 2018 : Allegiance
- 2018 : Anti Everybody
- 2019 : Swag Flu
- 2019 : Destiny
- 2019 : Triple Helix
- 2020 : Vendetta
- 2020 : VV's (featuring Houdini & 6ixbuzz)
- 2020 : Sailor Moon
- 2021 : Pyro
- 2021 : Trust Nobody
- 2021 : Rick Boots
- 2021 : Euphoric
- 2021 : Dead Faces (featuring AJ Tracey)
- 2021 : Speed Demon